# Lâm An Công chúa
Lâm An công chúa (chữ Hán: 臨安公主; 1360 - 17 tháng 8, 1421), công chúa nhà Minh, là hoàng trưởng nữ của Minh Thái Tổ Chu Nguyên Chương.

## Tiểu sử
Lâm An công chúa có tên thật là Chu Ngọc Phụng (朱玉鳳), chào đời vào năm 1360 khi Minh Thái Tổ còn xưng hiệu là Ngô Quốc công phục vụ dưới trướng của Tống chủ Hàn Lâm Nhi. Bà là hoàng trưởng nữ của Minh Thái Tổ, sinh mẫu là Thành Mục Quý phi Tôn thị. Tôn Quý phi tính tình hiền thuận, tư sắc diễm mỹ, rất được Minh Thái Tổ coi trọng, địa vị chỉ sau Hiếu Từ Cao Hoàng hậu.
Năm Hồng Vũ thứ 9 (1376), Lâm An công chúa hạ giá lấy Lý Kì (李祺), con trai của Hàn Quốc công Lý Thiện Trường (李善長), một trong số những công thần khai quốc hàng đầu của triều đại nhà Minh. Hôn sự được tiến hành hết sức trọng thể theo nghi thức cưới gả dành cho công chúa do Hoàng hậu sinh ra, phò mã được ban cho quan cáo và triều phục. Lý Kì vì là trưởng tế của Minh Thái Tổ nên rất được tín nhiệm vào lúc đó. Những khi trong nước có thiên tai dịch bệnh, phần lớn hoàng đế giao cho Lý Kì thay mặt mình chủ trì tiếp tế.

## Qua đời
Năm Hồng Vũ 23 (1390), Lý Thiện Trường năm đó đã 77 tuổi, bị buộc tội đồng lõa với Hồ đảng, bị xử tru di cửu tộc. Tuy nhiên Lý Kì vì mang thân phận là phò mã của hoàng trưởng nữ nên được miễn chết, đày ra Giang Phổ, Lâm An công chúa cũng phải đi theo. Mấy năm sau Lý Kì chết ở nơi lưu đày, khi đó hai người con trai do Lâm An công chúa sinh ra được tha tội.
Ngày 17 tháng 8 năm 1421 dưới triều Minh Thành Tổ, Lâm An công chúa tạ thế, thọ 62 tuổi. Minh Thành Tổ được tin hoàng tỉ qua đời, hạ lệnh nghỉ triều 4 ngày, ban rượu tế, mệnh cho hữu tư lo việc tang.

## Phim ảnh
Nhân vật Lâm An công chúa được thủ diễn bởi diễn viên Lâm Vi Quân trong phần 4 của bộ phim truyền hình do Đài Loan sản xuất "Thần cơ diệu toán Lưu Bá Ôn". Nội dung phim có nhiều điểm sai khác với lịch sử.